# Ichneumon rosaceus
Ichneumon rosaceus là một loài tò vò trong họ Ichneumonidae.